# QuickTime X
QuickTime X（クイックタイムテン）は、Appleが開発していたマルチメディア技術。音声・動画データの再生・変換、ストリーミングなどを担う。QuickTimeの後継。
iOSのメディアテクノロジーを中核にしており、2009年8月28日発売のMac OS X v10.6 (Snow Leopard) で実装され、インテルの64ビットCPUに対応している。

## 概要
QuickTime/QuickTime XはAppleのソフトウェアであるiTunesやFinal Cut Proといったマルチメディア系アプリケーションの動作の中核を担っている。APIとしてQuickTime Kit (QTKit) が用意されており、従来のQuickTimeと従来のQuickTime X双方に同じAPIでアクセスできる。Mac OS X v10.6リリース時点では多くのアプリケーションが古いQuickTimeのネイティブAPIを利用しているが、今後はQTKitを利用することによりQuickTime Xへの移行が推奨されている。QTKitは、OS X Mavericks (OS X v10.9) で、後継のマルチメディア技術であるAVFoundation (AV Kit) へ置き換えられ、姿を消すことになった。
従来のQuickTimeではMPEG-4およびH.264が新たに採用されており3GPPにも対応していたが、新たにH.264の再生をGPUにも処理をさせてCPUの負荷を大幅に軽減できるシステムが整備されている（従来のQuickTimeでもプラグインにより一部対応）。Grand Central DispatchによりマルチコアCPUの性能を効果的に生かすことも容易である。一方で、従来のQuickTimeでは柔軟なプラグインシステムにより非常に多種類のファイルフォーマットやコーデックに対応してきたが、QuickTime Xではプラグインはサポートされず、対応しているコーデックも大幅に少ない。
以前のQuickTimeでは再生だけのQuickTime Playerと、メディアデータの編集、変換、保存が行えるQuickTime Player Proの2つに分かれていたが、QuickTime XではQuickTime Playerのみとなり、Pro仕様でなくてもトリミングや変換などが行える。
また、新しいライブストリーミングの技術として、HTTPライブストリーミングが導入された。
なお、64ビット対応仕様のため、Mac OS X v10.5以前並びにWindowsでは使用できず、Windowsへは従来のQuickTimeの提供も終了となっている。ただしSnow Leopard搭載Macであれば、32ビットCPUでもQuickTime Xの利用ができる。

## QuickTime 7との違い
QuickTime 7とQuickTime Xは独立したソフトウェアである。Snow Leopardインストール時には、デフォルトではQuickTime Xしかインストールされない。QuickTime 7を使用するには、別途（もしくはOSインストール時に）インストールする必要がある。そういう意味では、QuickTime 7とXの共存は可能である。QuickTime 7インストール後は、QuickTime Xでサポートされない機能を使う時だけ、QuickTime 7が呼び出される。
QuickTime 7以前向けのプラグインは基本的には使用できない。ただし、QuickTime XはQTKitを通して64ビット用に作られていない昔のコーデックを利用することができる。

## QuickTime Player
QuickTime XのQuickTime Playerは、従来のQuickTime Playerとはデザインや機能が異なる。
デザイン
黒を基調としたシンプルなデザインとなった。しばらくカーソル操作をしないか、カーソルをウィンドウから遠ざけると、ウィンドウのタイトルバーとコントローラが隠され、再生中の動画のみが浮かび上がる。
編集機能
標準で「トリム」という機能を使用して動画の一部を切り出すことが可能になった。
iPhone用やApple TV用に動画を書き出したり、YouTubeへのアップロード機能が備わった。
録音・録画機能
QuickTime Playerで、マイクからの録音やiSightなどのWebカメラからの録画が可能になった。
Macの画面を動画でキャプチャすることができるようになった。MOV形式で書き出される。